# 叙沃圣于尔班
叙沃圣于尔班（法語：Vaux-sur-Saint-Urbain，法語發音：[vo syʁ sɛ̃.t‿yʁbɛ̃]，意为“圣于尔班上方的沃”）是法国上马恩省的一个市镇，属于圣迪济耶区。该市镇总面积6.4平方公里，2009年时的人口为66人。

## 地名
与通常在法语地名中表示“在……河畔”之意的“sur”不同，该地名Vaux-sur-Saint-Urbain中的“sur”意为“在……上方”，表示名为沃（Vaux）的该地与圣于尔班（Saint-Urbain）的位置关系，并以“圣于尔班上方的沃”之名区分其他的“沃”，且事实上在该地附近也并无“圣于尔班河”存在。

## 人口
叙沃圣于尔班人口变化图示